# Ламбертсберг
Ламбертсберг (нем. Lambertsberg) — община в Германии, в земле Рейнланд-Пфальц. 
Входит в состав района Айфель-Битбург-Прюм. Подчиняется управлению Арцфельд.  Население составляет 348 человек (на 31 декабря 2010 года). Занимает площадь 3,66 км².